# Henry megye (Indiana)
Henry megye az Amerikai Egyesült Államokban, azon belül Indiana államban található. Megyeszékhelye és legnagyobb városa New Castle. Lakosainak száma 48 914 fő (2020. április 1.). Henry megye Delaware, Madison, Randolph, Wayne, Fayette, Rush és Hancock megyékkel határos.

## Népesség
A megye népességének változása:
| Lakosok száma | 49 472 | 49 329 | 49 223 | 49 044 | 48 985 | 48 914 |
|               | 2010   | 2011   | 2012   | 2013   | 2015   | 2020   |